# Korea Północna na Zimowych Igrzyskach Olimpijskich 2018
Koreę Północną na Zimowych Igrzyskach Olimpijskich 2018 reprezentowało dziesięcioro zawodników: siedmiu mężczyzn i trzy kobiety. Był to dziewiąty start reprezentacji Korei Północnej na zimowych igrzyskach olimpijskich.

## Statystyki według dyscyplin
| Lp.     | Dyscyplina            | Mężczyźni | Kobiety | Łącznie |
| ------- | --------------------- | --------- | ------- | ------- |
| 1       | Biegi narciarskie     | 2         | 1       | 3       |
| 2       | Łyżwiarstwo figurowe  | 1         | 1       | 2       |
| 3       | Narciarstwo alpejskie | 2         | 1       | 3       |
| 4       | Short track           | 2         | -       | 2       |
| Łącznie | Łącznie               | 7         | 3       | 10      |

## Skład kadry

### Biegi narciarskie
Mężczyźni
| Zawodnik       | Konkurencja   | Czas    | Pozycja | Źródło |
| -------------- | ------------- | ------- | ------- | ------ |
| Han Chun-gyong | Bieg na 15 km | 42:29,2 | 101.    | [ 1 ]  |
| Pak Il-chol    | Bieg na 15 km | 43:43,4 | 107.    | [ 1 ]  |

Kobiety
| Zawodniczka | Konkurencja   | Czas    | Pozycja | Źródło |
| ----------- | ------------- | ------- | ------- | ------ |
| Ri Yong-gum | Bieg na 10 km | 36:40,4 | 89.     | [ 2 ]  |

### Łyżwiarstwo figurowe
| Zawodnik               | Konkurencja   | Program krótki | Program krótki | Program dowolny | Program dowolny | Łączna nota | Pozycja | Źródło            |
| Zawodnik               | Konkurencja   | Nota           | Pozycja        | Nota            | Pozycja         | Łączna nota | Pozycja | Źródło            |
| ---------------------- | ------------- | -------------- | -------------- | --------------- | --------------- | ----------- | ------- | ----------------- |
| Ryom Tae-ok Kim Ju-sik | pary sportowe | 69,40          | 11.            | 124,23          | 12.             | 193,63      | 13.     | [ 3 ] [ 4 ] [ 5 ] |

### Narciarstwo alpejskie
| Zawodnik         | Konkurencja       | 1 przejazd | 1 przejazd | 2 przejazd | 2 przejazd | Łącznie | Łącznie | Źródło |
| Zawodnik         | Konkurencja       | Czas       | Pozycja    | Czas       | Pozycja    | Czas    | Pozycja | Źródło |
| ---------------- | ----------------- | ---------- | ---------- | ---------- | ---------- | ------- | ------- | ------ |
| Kang Song-il     | slalom gigant (m) | 1:32,03    | 84.        | 1:29,99    | 74.        | 3:02,02 | 74.     | [ 6 ]  |
| Choe Myong-gwang | slalom gigant (m) | 1:38,67    | 85.        | 1:33,34    | 75.        | 3:12,01 | 75.     | [ 6 ]  |
| Kang Song-il     | slalom (m)        | 1:11,43    | 52.        | DNF        | DNF        | DNF     | DNF     | [ 7 ]  |
| Choe Myong-gwang | slalom (m)        | 1:09,42    | 51.        | 1:13,39    | 43.        | 2:22,81 | 43.     | [ 7 ]  |
| Kim Ryon-hyang   | slalom gigant (k) | 1:40,22    | 67.        | DNF        | DNF        | DNF     | DNF     | [ 8 ]  |
| Kim Ryon-hyang   | slalom (k)        | 1:18,17    | 59.        | 1:19,81    | 54.        | 2:37,98 | 54.     | [ 9 ]  |

### Short track
Mężczyźni
| Zawodnik       | Konkurencja         | Kwalifikacje | Kwalifikacje | Ćwierćfinał | Ćwierćfinał | Półfinał | Półfinał | Finał | Finał   | Źródło |
| Zawodnik       | Konkurencja         | Czas         | Miejsce      | Czas        | Miejsce     | Czas     | Miejsce  | Czas  | Miejsce |        |
| -------------- | ------------------- | ------------ | ------------ | ----------- | ----------- | -------- | -------- | ----- | ------- | ------ |
| Jong Kwang-bom | Bieg na 500 metrów  | DSQ          | DSQ          | NQ          | NQ          | NQ       | NQ       | NQ    | NQ      | [ 10 ] |
| Choe Un-song   | Bieg na 1500 metrów | 2:18,213     | 6.           | N/A         | N/A         | NQ       | NQ       | NQ    | NQ      | [ 10 ] |